# Casa Llorach
|  | Per a altres significats, vegeu «Casa Llorach (els Omellons)». |

La casa Llorach era un edifici actualment desaparegut, situat al carrer de Muntaner, 263 de Barcelona, en una finca que arribava fins a la Travessera de Gràcia.

## Història
Va ser un encàrrec de Concepció Dolsa, vídua de Pau Llorach i Malet, a l'arquitecte Josep Puig i Cadafalch. Comptava amb un ampli jardí que donava al carrer de Muntaner amb una tanca d'obra de suaus ondulacions. L'edifici, d'inspiració alpina, tenia uns magnífics esgrafiats a la façana principal.
La casa va passar després a la seva filla Isabel Llorach i Dolsa, una figura rellevant de l'alta aristocràcia barcelonina, molt vinculada a la cultura i a l'art que hi organitzava festes amb concerts i representacions teatrals.
El 1934, Isabel Llorach hi va fer construir un bloc de pisos, projectat per Nicolau Rubió i Tudurí en un estil racionalista que contrasta amb la sumptuositat dels edificis veïns. L'arquitecte va rescatar quatre columnes de marbre pòrfir de l'antiga casa, que va situar al vestíbul del nou edifici.